# Моє маленьке око
Моє маленьке око (англ. My Little Eye) — британський фільм жахів 2002 режисера Марка Еванса. Прем'єра фільму відбулася 10 вересня 2002 року.

## Сюжет
П'ятеро людей, молодих хлопців і дівчат беруть участь в інтернет-реаліті-шоу, згідно з умовами якого вони зобов'язані провести 6 місяців в ізольованому будинку, який знаходиться далеко від людей, десь в глушині. Учасникам шоу заборонено залишати будинок і вступати в будь-які контакти з зовнішнім світом. Якщо всі учасники залишатимуться в будинку, протягом всіх 6 місяців, не порушуючи зазначені умови, то кожен з них отримає мільйон доларів. Якщо ж хоч один порушить умови грошей не отримає ніхто.
З приходом зими в будинку починають відбуватися незрозумілі речі: одна з дівчат бачила через вікно біля будинку дивну людину; інший учасник дізнається про смерть дідуся, але іншим вдається переконати його залишитися в будинку; учасниця Емма виявляє на своїй подушці чиюсь кров; тощо. Згодом події стають все більш химерними і лякаючими.

## В ролях
- Шон Джонсон — Метт
- Кріс Лемчe[en] — Рекс
- Стівен О'Райлі[en] — Денні
- Лора Риган — Емма
- Дженніфер Скай — Чарлі
- Бредлі Купер — Тревіс Паттерсон
- Нік Меннелл[en] — Поліцейський

## Нагороди
- Атлантичний міжнародний кінофестиваль 2002[en] — Лора Риган отримала нагороду за видатну жіночу роль
- Фестиваль фантастичного кіно в Амстердамі 2002[en] — Срібне Гран-прі європейського фентезі-фільму
- Міжнародний фестиваль фантастичного кіно Жерарме 2004[fr] — Приз глядацьких симпатій

## Цікаві факти
- Фільм дуже затягнутий по часу, початкова версія фільму була тривалістю більше 4 годин, після критики за результатами допрем'єрних показів, тривалість вкоротили більш ніж вдвічі. І навіть після цього перша половина фільму лишається майже позбавленою сюжету, більшість подій розгортаються вже в другій частині фільму[4][5].